# Hofgeest
Hofgeest (ook: de Hofgeest) is een buurtschap in de gemeente Velsen. Het is tevens de naam van een voormalig agrarisch gebied dat door de uitbreiding van de nieuwbouwwijk Velserbroek steeds kleiner wordt; het ligt ingeklemd tussen de snelwegen A208 en A22. De belangrijkste weg door de Hofgeest is de Hofgeesterweg, waaraan voornamelijk boerderijen gevestigd zijn die net na de Tweede Wereldoorlog zijn herbouwd, daar de originele boerderijen voor de Velserlinie in deze oorlog waren opgeblazen.

Er wonen momenteel ongeveer 130 mensen in Hofgeest en er zijn nog slechts 2 boerenbedrijven te vinden terwijl dit er vroeger enkele tientallen waren; de overige boerderijen fungeren als woonboerderij. De Hofgeest is ook de naam van het sportpark dat aan de Hofgeesterweg ligt, waar de clubs VSV (voetbal), RC the Smugglers (rugby) en LTC de Hofgeest (tennis) hun wedstrijden op spelen.

## Toekomst Hofgeest
Er bestonden plannen om het sportpark De Hofgeest, waar VSV zijn wedstrijden op speelt, te bestemmen voor woningenbouw waardoor het nog aanwezige plattelandslandschap op de Hofgeesterweg zou verdwijnen.

Op 18 november 2008 adviseerde B&W van Velsen de gemeenteraad om het sportterrein aan de Hofgeesterweg te handhaven. VSV zou mogen uitbreiden met 2 velden in westelijke richting. Dit advies behelsde ook de bouw van 350 woningen aan de Grote Buitendijk, wat het einde zou betekenen van het enige nog bestaande polderlandschap van de Hofgeest. In maart 2009 zou de gemeenteraad een definitief besluit nemen omtrent dit plan.

Het besluit volgde echter pas in juni 2019, toen het stedenbouwkundig plan Hofgeest werd vastgesteld.

## Trivia
In Amsterdam-Zuidoost staat in de H-buurt aan de Flierbosdreef een flat met de naam Hofgeest.
Hoofdplaats: IJmuiden     
Wijken in IJmuiden: IJmuiden-Noord · IJmuiden-Zuid · IJmuiden-West · Zee- en Duinwijk

Dorpen: Driehuis · Santpoort (Noord en Zuid) · Velsen-Noord · Velsen-Zuid · Velserbroek
    
Buurtschap: Hofgeest

Noord-Holland: Steden en dorpen in Noord-Holland      Nederland: Provincies · Gemeenten